# Nachtnet
Het nachtnet is in Nederland het net van spoorlijnen waar 's nachts treinen rijden. De nachttreinen in Nederland functioneren niet als slaaptreinen. De reistijden zijn daar te kort voor.

## Geschiedenis
De nachttreinen zijn in mei 1986, tegelijk met de opening van de verbinding Schiphol – Amsterdam Centraal, gaan rijden op het traject Rotterdam Centraal – Schiedam – Delft – Den Haag HS (aanvankelijk Den Haag Centraal) – Leiden Centraal – Schiphol – Amsterdam Centraal – Naarden-Bussum – Hilversum – Utrecht Centraal.
De reden van de instelling van het nachtnet was de verbinding tussen Schiphol en Amsterdam. In eerste instantie was de gedachte om ten behoeve van vroege en late luchtreizigers extra vroege en late treinen te laten rijden maar al spoedig besloot men de gehele nacht elk uur een trein te laten rijden. Het nachtnet werd als proef voor drie jaar ingevoerd. Oadreizen had plannen om in aansluiting op de nachttreinen naar allerlei andere bestemmingen te rijden maar dat ging niet door. Al snel verdwenen de stop in Schiedam en de verbinding met Naarden-Bussum en Hilversum en ging men rechtstreeks naar Utrecht rijden. Na drie jaar werd de proef als geslaagd beschouwd en werd het nachtnet definitief. Het gebruik van de nachttreinen door studenten, dat sinds 1991 nog vereenvoudigd is door de invoering van de OV-studentenkaart, heeft daaraan bijgedragen
In december 2007 kwamen de verbindingen Rotterdam – Eindhoven en Utrecht – Eindhoven erbij (sommige ritten Utrecht – 's-Hertogenbosch werden in de nacht van donderdag op vrijdag door bussen gereden). In december 2008 werd de route Rotterdam – Gouda – Utrecht toegevoegd en gingen de nachttreinen via Den Haag HS rijden.
De ritten Tilburg – 's-Hertogenbosch werden in december 2010 wegens gebrek aan reizigers voor korte tijd afgeschaft. Per 8 april 2011 zijn zij weer gaan rijden.
Het huidige nachtnet op de route Rotterdam – Den Haag – Leiden – Schiphol – Amsterdam – Utrecht is vastgelegd in de concessie voor het hoofdrailnet 2015-2025.

### Enschede – Schiphol
Na een succesvolle proef in 2009 reed de zomernachttrein Enschede – Schiphol ook in 2010. Vanaf de dienstregeling 2011 is deze geschrapt.
| Serie | Treinsoort | Route | Bijzonderheden                |
| ----- | ---------- | --- | ----------------------------- |
| 2470  | Intercity  | Schiphol Airport – Utrecht Centraal – Amersfoort Centraal – Apeldoorn – Deventer – Almelo – Hengelo – Enschede | Nachtnet. Opgeheven per 2011. |

## Overzicht
Elke nacht:
- Rotterdam Centraal – Delft – Den Haag HS – Leiden Centraal – Schiphol – Amsterdam Centraal – Utrecht Centraal

Om baanonderhoud mogelijk te maken rijden in de nachten van woensdag op donderdag en donderdag op vrijdag de nachttreinen tussen Rotterdam en Den Haag HS via Gouda alwaar in en uitgestapt kan worden; tussen Rotterdam en Delft en Delft en Den Haag HS rijden dan bussen.
In de nachten van vrijdag op zaterdag en van zaterdag op zondag rijden ook ieder uur tot 2 uur treinen op de volgende routes:
- de dagelijkse Randstadroute wordt aan de beide uiteinden verlengd: Rotterdam Centraal – Dordrecht – Breda – Tilburg – Eindhoven en Utrecht Centraal – 's-Hertogenbosch – Eindhoven.
- van Utrecht Centraal via Gouda naar Rotterdam Centraal.
- van Utrecht Centraal naar Amersfoort Centraal.

In de nacht van zaterdag op zondag rijdt er een nachttrein Amsterdam Centraal – Utrecht Centraal – Driebergen-Zeist – Veenendaal-De Klomp – Ede-Wageningen – Arnhem – Elst – Nijmegen. In Arnhem sluit deze trein aan op de nachtstoptrein van Arriva naar Doetinchem.
Overzicht:
| Serie | Treinsoort     | Route | Bijzonderheden |
| ----- | -------------- | --- | --- |
| 1400  | Intercity (NS) | Utrecht Centraal – Amsterdam Bijlmer ArenA – Amsterdam Centraal – Schiphol Airport – Leiden Centraal – Den Haag HS – Delft – Rotterdam Centraal | Nachtnet. In beide richtingen stopt de eerste trein (in beide richtingen rond 1:30 uur) op Amsterdam Bijlmer ArenA. In de nacht van dinsdag op woensdag zijn er werkzaamheden aan de Westtak. Deze serie stopt dan niet op Schiphol Airport. Dat station wordt dan bediend door intercity 11400. |
| 11400 | Intercity (NS) | Leiden Centraal – Schiphol Airport – Amsterdam Bijlmer ArenA                                                                                    | Nachtnet. Rijdt alleen in de nachten volgend op dinsdag en woensdag |
| 21400 | Intercity (NS) | Eindhoven Centraal – 's-Hertogenbosch – Utrecht Centraal                                                                                        | Nachtnet. Rijdt alleen in de nachten volgend op vrijdag en zaterdag. |
| 21410 | Intercity (NS) | Rotterdam Centraal – Dordrecht – Breda – Tilburg – Eindhoven Centraal                                                                           | Nachtnet. Rijdt alleen in de nachten volgend op vrijdag en zaterdag. |
| 21420 | Intercity (NS) | Tilburg – 's-Hertogenbosch | Nachtnet. Rijdt alleen in de nachten van vrijdag op zaterdag en zaterdag op zondag. |
| 21430 | Intercity (NS) | Utrecht Centraal – Driebergen-Zeist – Veenendaal-De Klomp – Ede-Wageningen – Arnhem Centraal – Elst – Nijmegen                                  | Nachtnet. Rijdt alleen in de nachten van vrijdag op zaterdag en zaterdag op zondag. Stopt richting Utrecht Centraal niet in Veenendaal-De Klomp en Driebergen-Zeist. |
| 21440 | Intercity (NS) | Utrecht Centraal – Amersfoort Centraal | Nachtnet. Rijdt alleen in de nachten volgend op vrijdag en zaterdag. |
| 21460 | Intercity (NS) | Amsterdam Centraal – Haarlem | Nachtnet. Rijdt tweemaal per dag in de nachten van vrijdag op zaterdag en zaterdag op zondag in beide richtingen. |
| 21480 | Intercity (NS) | Amsterdam Centraal – Alkmaar | Nachtnet. Rijdt tweemaal per dag in de nachten van vrijdag op zaterdag en zaterdag op zondag in beide richtingen. |

Op de nachtnettreinen gelden de normale vervoerbewijzen. Een vervoerbewijs is geldig van middernacht tot en met de laatste nachtnettrein de volgende dag. Bij inchecken vóór 24 uur moet men vóór 4 uur uitchecken. Bij reizen op saldo en inchecken tussen 0 en 4 uur geldt alleen dat men binnen zes uur moet uitchecken.

#### Nachttrein van Arriva
In de nacht van 16 op 17 december 2022 is Arriva gestart met nachtverbindingen. Deze treinen rijden zaterdagochtend van Maastricht en Groningen naar Schiphol vice versa. Voor deze treinen is een reservering verplicht via de app van Arriva (Glimble). Het tarief is 10 euro, ongeacht waar men instapt. De verbinding vanuit Groningen heeft vertraging opgelopen door de buitendienststelling van de Hanzelijn en reed pas sinds de nacht van 20 op 21 januari 2023. In maart 2025 kwam er een extra rit tussen Zwolle en Schiphol bij, die later ook van zaterdag op zondag zal moeten rijden.
Overzicht:
| Serie            | Treinsoort          | Route | Bijzonderheden                                    |
| ---------------- | ------------------- | --- | ------------------------------------------------- |
| Nachttrein 32710 | Nachttrein (Arriva) | Maastricht – Sittard – Roermond – Weert – Eindhoven Centraal – 's-Hertogenbosch – Utrecht Centraal – Amsterdam Bijlmer ArenA – Amsterdam Centraal – Schiphol Airport | Rijdt alleen in de nacht van vrijdag op zaterdag. |
| Nachttrein 32740 | Nachttrein (Arriva) | Zwolle – Lelystad Centrum – Almere Centrum – Amsterdam Centraal – Schiphol Airport                                                                                   | Rijdt alleen in de nacht van vrijdag op zaterdag. |
| Nachttrein 32780 | Nachttrein (Arriva) | Groningen – Assen – Zwolle – Lelystad Centrum – Almere Centrum – Amsterdam Centraal – Schiphol Airport                                                               | Rijdt alleen in de nacht van vrijdag op zaterdag. |

## Stremmingen
Vrij veel treindiensten worden planmatig langdurig omgeleid en/of deels vervangen door busdiensten wegens onderhoudswerk aan de spoorbaan. Daar staat tegenover dat men twee nachten per week ook in Gouda kan in- en uitstappen en in de nacht van dinsdag op woensdag ook in Amsterdam Bijlmer ArenA.

## Plannen en wensen
Op 21 augustus 2008 startte DWARS Maastricht een burgerinitiatief onder de naam NachtOVLimburg.nl voor nachttreinen en nachtbussen in Zuid-Limburg.
De SP was samen met ROOD vanaf begin 2009 actief om ook Noord-Holland aan te sluiten op het nachtnet. Deze zou dan moeten gaan rijden tussen Amsterdam, Zaandam, Alkmaar en Haarlem. In 2017 is er daadwerkelijk een nachttrein tussen Amsterdam en Haarlem gekomen.
In Gelderland zette het platform Nachtnet KAN zich, onder leiding van DWARS Nijmegen, in om Arnhem en Nijmegen aangesloten te krijgen op het nachtnet. Deze verbinding zou direct naar Utrecht of via 's-Hertogenbosch moeten gaan lopen. De gemeenteraden van Arnhem en Nijmegen spraken zich in respectievelijk februari en maart 2009 al uit voor aansluiting op het nachtnet. In 2015 zijn Arnhem en Nijmegen aangesloten op het nachtnet.
De provincie Noord-Brabant had het plan de nachttreinen daar (in het weekend) vanaf 9 juni 2013 weer tot vier uur 's nachts te laten rijden in plaats van tot twee uur.
De Tweede Kamer verzocht in 2012 de regering in een motie om in de concessie voor het hoofdrailnet nachttreinen op te nemen tussen de Randstad en Noord-Brabant, aansluitend aan de nachttreinen in de Randstad, ten minste in de nachten van vrijdag op zaterdag en zaterdag op zondag, waarvan de laatste treinen uit Rotterdam respectievelijk Utrecht vertrekken om ca. 02.00 uur.

## Aanvullend nachtvervoer
Op diverse stations aan het nachtnet kan overgestapt worden van en naar zowel lokale als interlokale nachtbussen.